# 에우리필로스
에우리필로스(그리스어: Εὐρύπυλος)는 그리스 신화에서 다음과 같은 인물들의 이름이다.

## 테스티오스의 아들
에우리필로스는 테스티우스의 아들이다. 칼리돈의 멧돼지 사냥에 참가한 사람 중 한 명이며 아탈란테를 모욕한 것에 대해 격분한 멜레아그로스의 손에 죽었다.

## 에우아이몬의 아들
에우리필로스는 에우아이몬의 아들로 테살리아의 왕이다. 그 역시 헬레네의 구혼자 중에 한사람으로 트로이아 전쟁에서 테살리아 군을 이끌고 40척의 선단을 데리고 그리스 연합군의 일원으로 참전했다. 그는 이도메네우스, 텔라몬의 아들 아이아스, 디오메데스와 같은 그리스 군의 1급 장군 중의 한 사람이었다. 일리아스에 따르면 그는 헥토르의 도전에 응한 몇몇 그리스 장수중에 한 사람으로 아이아스를 도와 싸우다가 파리스의 화살에 부상을 입고 전선에서 물러났다. 이 에우리필로스 역시 트로이 목마에 들어갔던 40명의 장수 중의 한 사람이었다.
전쟁이 끝난 후 그는 아이네이아스가 트로이아에서 도망할 때 버려놓은 상자를 얻게 되었다. 그 상자에는 디오니소스의 그림이 들어있었는데 카산드라가 그 상자를 여는 그리스 인에게 저주를 내려놓은 것이었다. 에우리필로스가 그 상자를 열자 그는 광기에 사로잡히게 되었다. 에우리필로스는 델포이로 가서 자신의 광기를 치료할 방법을 문의했다. 델포이 신전의 사제들은 그에게 특이한 희생제를 행하는 사람들을 찾아 그곳에 정착하라고 말했다. 그가 찾은 곳은 파트라이로 그곳의 사람들은 젊은 청년과 처녀를 아르테미스에게 제물로 바치고 있었다. 그 도시의 사람들은 에우리필로스를 예언 속의 지도자로 생각하여 왕으로 삼았고 그의 광기도 치료됐으며 파트라이인들도 더 이상 인신공양을 하지 않게 되었다. 에우리필로스는 그 곳에서 죽었고 묻혔다.

## 텔레포스의 아들

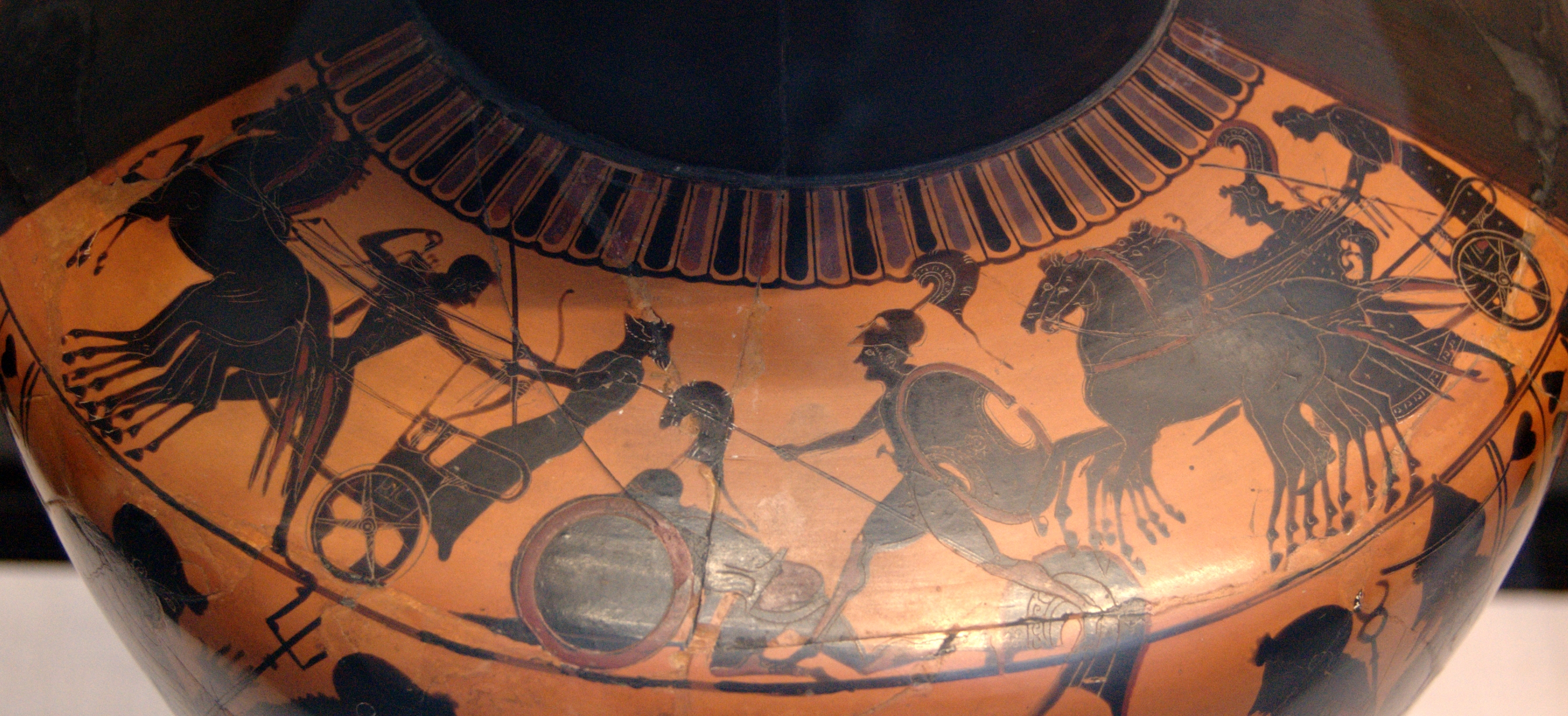
네오프톨레모스가 에우리필로스를 죽이는 장면, 아티케의 암포라. 기원전 510년 경, 마르틴 폰 바그너 박물관.

이 에우리필로스는 텔레포스의 아들이며 헤라클레스의 손자이다. 그의 어머니는 아스티요케로 아들에게 황금 포도가지를 주어서 트로이아 전쟁에서 트로이아 편에 싸우게 만들었다. 그는 전쟁의 마지막 국면에 미시아 사람들을 지휘했고 용감히 싸워 마카온과 니레우스와 같은 그리스 장수들 죽였다. 나중에 그는 아킬레우스의 아들 네오프톨레모스의 손에 죽었다.

## 포세이돈의 아들
포세이돈과 아스티파라이아의 아들. 코스섬의 왕이었는데 트로이아를 약탈하고 돌아온 헤라클레스의 손에 죽었다.

## 헤라클레스의 아들
이 에우리필로스는 헤라클레스와 에우보테의 아들이다.